# Party Monster
Party Monster é um filme americano de 2003, uma comédia dramática biográfica que narra a ascensão e queda do célebre promotor de eventos nova-iorquino Michael Alig, notório consumidor de drogas e conhecido como o "Rei dos Club Kids", interpretado no filme por Macaulay Culkin.
O filme é baseado em Disco Bloodbath, autobiografia de James St. James que descreve sua amizade com Alig, que acabou sendo afetada pelo vício em drogas de Alig, que também inclui outros motivos, e terminou quando este assassinou Angel Melendez e foi preso. Um documentário de 1998 sobre o assassinato, Party Monster: The Shockumentary, foi utilizado para certos elementos do filme.
Party Monster fez sua estreia no Festival de Cinema de Sundance, em 18 de janeiro de 2003, e em maio do mesmo ano foi exibido no Festival de Cannes.

## Elenco
- Seth Green - James St. James
- Macaulay Culkin - Michael Alig
- Diana Scarwid - Elke
- Chloë Sevigny - Gitsie
- Marilyn Manson - Christina
- Dylan McDermott - Peter Gatien
- Mia Kirshner - Natasha
- Wilmer Valderrama - Keoki
- Daniel Franzese - The Rat/Dallas MC
- Natasha Lyonne - Brooke
- Elliot Kriss - Cabbie
- Wilson Cruz - Angel

## Recepção
No site agregador de críticas Rotten Tomatoes, 29% das 77 resenhas dos críticos são positivas. O consenso do site diz: "A exibição sensacionalista do acampamento logo se torna tediosa."
Foi nomeado para o Grande Prêmio do Júri no 2003 Sundance Film Festival, no entanto, e o crítico Chicago Sun-Times Roger Ebert deu o filme três de quatro estrelas, chamando o desempenho de Culkin "sem medo", embora ele comenta que "o filme não tem percepção e nos deixa sentindo triste e vazio, triste por nós mesmos, não por Alig & mdash, e talvez tenha que ser assim".
O filme recebeu apenas um lançamento limitado. De acordo com Box Office Mojo, o filme apenas arrecadou US $ 742.898 no mercado interno de um orçamento de US $ 5 milhões em sua versão teatral.